# Ana María Dellai
Ana María Dellai (San Carlos de Bariloche, 16 de octubre de 1929) es una exesquiadora alpina argentina.

## Carrera
Formaba parte del Club Andino Bariloche de su ciudad natal.

### Oslo 1952
Compitió en los Juegos Olímpicos de Invierno de 1952 celebrados en Oslo (Noruega) en los eventos de descenso, eslalon y eslalon gigante, finalizando en los puestos 28, 29 y 31, respectivamente. Fue la única mujer de la delegación argentina, y la primera de la historia de Argentina en los Juegos Olímpicos de Invierno. Fue abanderada en la ceremonia de apertura.

### Años posteriores
En 1954 formó parte del elenco de la película Canción de la nieve.